# Stazione di Sutomore
La stazione di Sutomore (Сутоморе) è una stazione ferroviaria della città di Antivari in Montenegro, che serve la località Sutomore ed è ubicata sulla linea Belgrado-Antivari.

## Dati ferroviari
La stazione presenta due binari utilizzati per il servizio viaggiatori.

## Movimento passeggeri e ferroviario
Nella stazione fermano tutti i treni in partenza da Antivari. Il movimento passeggeri è buono soprattutto nei mesi estivi.

## Servizi
La stazione dispone di:
- Biglietteria